# Yukio Yokoyama
Pour les articles homonymes, voir Yokoyama.
Yukio Yokoyama (横山幸雄, Yokohama Yukio), né le 10 février 1971 à Tokyo, est un pianiste, compositeur et professeur de musique classique japonais. 

## Biographie
Yukio Yokoyama provient d'une famille déjà musicale, sa mère étant également pianiste. Très jeune, il commence à apprendre le piano, Herbert von Karajan et Mstislaw Rostropovitch comptant parmi ses tuteurs. Il étudie également la composition. Yokoyama prend ses cours à l'Université des arts de Tokyo et au Conservatoire de Paris avec Jacques Rouvier et Vlado Perlemuter, et reçoit son diplôme en 1990. 
Il donne également des concerts dans de nombreux pays, avec de nombreux orchestres célèbres, puis retourne en Pologne pour le Festival International Chopin de Duszniki-Zdrój. Il est célèbre pour ses marathons musicaux, au cours desquels il exécute la plupart des œuvres de Chopin. En 2010, il exécute 166 morceaux pendant un concert, et son exploit est inscrit dans le Livre Guinness des Records. En 2011, il interprète l'intégrale de Chopin (212 morceaux) en 18 heures, dans le cadre d'une œuvre de charité après le tremblement de terre au large des côtes de Honshu. 
Il occupe le poste de professeur à l'Université Ueno Gakuen de Tokyo et à l'Université Elisabeth de musique d'Hiroshima. En 1993, il reçoit le prix culturel de la ville de Yokohama.
En 2017, il devient président de la Japan Paderewski Association (ja).

## Récompenses
Au cours de sa carrière, il participe à plusieurs concours de piano :
- Concours national des étudiants japonais, organisé par Mainichi Shinbun (1984), où il reçoit le 1er prix (piano et composition)[1] ;
- Concours International de Piano Ferruccio-Busoni à Bolzano où il arrive cinquième ;
- Concours international Marguerite-Long-Jacques-Thibaud, à Paris (1989) - troisième prix ;
- Concours International de Piano Frédéric Chopin, à Varsovie (1990) - troisième place[2],[5],[6], et prix extra-statutaire de Krystian Zimerman pour la meilleure interprétation de la sonate.

## Discographie
Son répertoire comprend de nombreuses œuvres de Frédéric Chopin, Ludwig van Beethoven, Franz Liszt et Sergueï Rachmaninoff, publiées sur le label discographique Sony/BMG.
- Beethoven, Intégrale des œuvres pour piano : Sonates, Variations, Bagatelles, Rondos (juin/nov. 1998 et mars 1999, 12 CD Sony 506134 2) (OCLC 183340600 et 658418734)
- Chopin, Études pour piano (7-9 octobre 1992, Sony) (OCLC 35794294)
- Debussy et Ravel, Images, Pavane pour une infante défunte ; Jeux d'eaux ; Gaspard de la nuit (13-15 juillet 1994, Sony (OCLC 781074611)
- Liszt, 12 études d'exécution transcendante (23-25 mars 1998, Sony) (OCLC 779972822)